# مؤتمر غرب البلقان

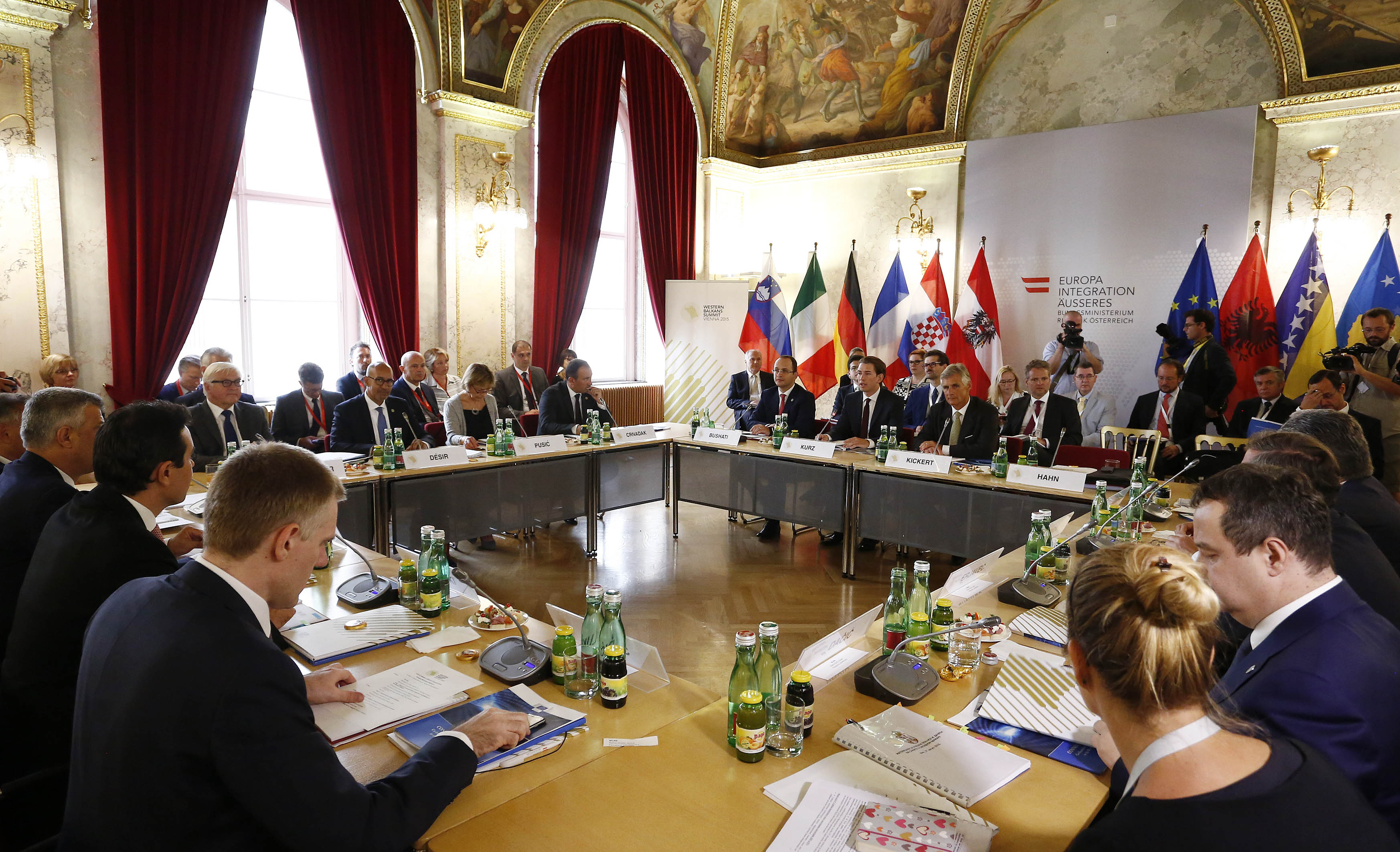
جلسة افتتاح مؤتمر غرب البلقان سنة 2015

مؤتمر غرب البلقان هو مؤتمر ينظم سنويا منذ عام 2013، في منطقة غرب البلقان.
ودول غرب البلقان هي (ألبانيا، والبوسنة والهرسك، وكوسوفو، ومقدونيا، والجبل الأسود، وصربيا)

## قمة يونيو 2014 في فيينا
- مؤتمر أغسطس 2014 في برلين

## قمة فبراير 2016 في فيينا
- قمة يوليو 2016 في باريس